# Oshin de Korikos
Oshin de Korikos († 1329) est un noble arménien de la famille héthoumide. Il était fils de Héthoum l'Historien, seigneur de Korikos, et d'Isabelle d'Ibelin.

## Biographie
À la mort de son père, en 1308, il devient seigneur du port arménien de Korikos. Sa sœur Isabelle de Korikos est la première épouse du roi Oshin et, à la mort de ce dernier en 1320, il est régent du royaume au nom de son neveu Léon V. Des rumeurs prétendent que le roi avait été empoisonné. Pendant la régence, le royaume subit des raids des Mamelouks et des Mongols. Le pape Jean XXII intervient pour inciter l'ilkhan et le roi Philippe V de France à secourir l'Arménie, et le royaume obtient une trêve de quinze ans avec le sultan Al-Nasr Muhammad.
Oshin a tout fait pour resserrer son emprise sur le jeune roi : il a d'abord épousé Jeanne de Tarente, la seconde épouse du roi Oshin (1320), puis a marié de force son neveu Léon V à sa fille Alice (1321) et a fait tuer les héritiers les plus proches, la princesse Isabelle d'Arménie et ses deux fils, Hugues et Henri de Lusignan (1323). En 1329, le roi Léon V se révolte contre son oncle et fait assassiner Oshin le 28 février, ainsi que Constantin, le frère du régent, et la reine Alice, fille du régent.

## Mariage et enfants
Il a épousé en premières noces Marguerite d'Ibelin (1290 † avant 1320), fille de Balian d'Ibelin, sénéchal de Chypre, et d'Alice de Lampron. De ce premier mariage sont nés :
- Alice († 1329), mariée en 1321 à Léon V, roi d'Arménie
- Héthoum († 1325)

Veuf, il se remarie en 1320 avec Jeanne de Tarente, veuve d'Oshin, roi d'Arménie, et fille de Philippe Ier d'Anjou, prince de Tarente, et de Thamar Ange. De ce second mariage est née :
- Marie (1321 † avant 1405), mariée à Constantin, seigneur de Neghir qui devient roi d'Arménie en 1362 sous le nom de Constantin V.

## Sources
- (en) Cet article est partiellement ou en totalité issu de l’article de Wikipédia en anglais intitulé « Oshin of Korikos » (voir la liste des auteurs).
- Claude Mutafian, Le Royaume Arménien de Cilicie, Paris, Editions CNRS, 1995 (ISBN 2-271-05105-3)
- Foundation for Medieval Genealogy : Seigneurs de Korikos